# Phụng Thánh phu nhân
Phụng Thánh phu nhân (chữ Hán: 奉聖夫人, 1108 - 18 tháng 9, 1171), là một phi tần của hoàng đế Lý Thần Tông, em gái của Linh Chiếu hoàng thái hậu, mẹ của Lý Anh Tông.
Năm 1138, Thần Tông hoàng đế bệnh nặng. Phu nhân đã giúp Linh Chiếu hoàng thái hậu tính kế, cuối cùng giúp được Anh Tông hoàng đế kế thừa hoàng vị, công lao hiển hách. Bà rất được Anh Tông kính trọng, thường cho dự triều nghi cùng Hoàng thái hậu trong điện.

## Tiểu sử
Phu nhân có tên húy là Lan Xuân (蘭春), là con gái út của Phụ Thiên đại vương (輔天大王), mẹ là Thụy Thánh công chúa - con gái của Dự Tông Chính hoàng. Tổ phụ của phu nhân là Chân Đăng bảo sở Quan sát sứ họ Lê, có trị sở ở hương Tuế Phong (này là Hương Nộn, huyện Tam Nông), cháu của Ngự Man đại vương Lê Long Đinh, như vậy dòng họ Thái hậu là hậu duệ xa của hoàng đế Lê Đại Hành. Tổ mẫu là Ngọc Kiều công chúa, con gái của Phụng Càn vương Lý Nhật Trung, được Lý Thánh Tông nhận làm con gái nuôi.
Năm 1134, Thần Tông hoàng đế lấy chị bà là Linh Chiếu hoàng thái hậu, sau thấy bà đoan trang hiền thục, ưa nhìn nên đón vào cung. Khi bà mới vào trong cung đã hiểu rõ đạo lý làm vợ, lên trên tông thất thì giữ bền phong độ nữ lưu. Ăn mặc điểm trang ắt đúng độ, nói năng cử chỉ đúng phép, Thần Tông dần có thiện cảm.
Năm 1136, bà được sắc phong làm Phụng Thánh phu nhân (奉聖夫人), ngang hàng với chị bà là Cảm Thánh phu nhân (感聖夫人). Bấy giờ, phu nhân giữ bền tâm hạnh, sửa mình theo giáo hóa Nho gia, giữ trọn bổn phận dâu hiền, phụng thờ tiên tổ không thiếu sót mà ân huệ lẽ mọn cũng thấm xuống tận gia nhân. Đạo đức của phu nhân sánh ngang Nga Hoàng, Nữ Anh vợ của Thuấn, dâng lời phò trí giúp mưu; cũng giống như Thái Nhâm Thái Khương giúp nhà Chu, trước hết nêu cao đạo đế.

## Tranh đoạt Hoàng vị
Thần Tông hoàng đế khi trước đã lập Lý Thiên Lộc (李天祿) làm Hoàng thái tử, nhưng Linh Chiếu hoàng thái hậu thấy Thiên Lộc là con người hầu, địa vị thấp hèn, trong khi Lý Thiên Tộ (李天祚), con của Thái hậu, sinh chỉ sau Thiên Lộc mà địa vị lại cao hơn, nên Thái hậu bèn cùng phu nhân tìm cách mà xin Thần Tông chuyện phế lập.
Năm 1138, tháng 9, Thần Tông hoàng đế bệnh nặng. Thái hậu cùng hai vị phu nhân là Nhật Phụng phu nhân, Phụng Thánh phu nhân đút lót Tham tri chính sự Từ Văn Thông, và dặn rằng: "Nếu có vâng mệnh vua thảo di chiếu thì chớ nên bỏ lời của ba phu nhân". Văn Thông nhận lời. Khi Thần Tông ốm năng, sai soạn di chiếu, Văn Thông chần chừ không viết.
Ba phu nhân vào khóc lóc, nói rằng: "Bọn thiếp nghe người xưa lập con nối thì lập con đích chứ không lập con thứ; Thiên Lộc là con nàng hầu yêu, nếu cho nối ngôi thì ả mẫu thân lại sinh lòng ghen ghét tất tiếm lấn, làm hại mẹ con thần thiếp. Như thế chúng thiếp làm thế nào được?".
Thần Tông hoàng đế cho là phải, xuống chiếu rằng: "Hoàng tử Thiên Tộ tuy tuổi còn thơ ấu, nhưng là con đích, thiên hạ đều biết, nên cho nối nghiệp của trẫm, còn Thái tử Thiên Lộc thì phong làm Minh Đạo Vương".
Ngày 26 tháng 9, năm đó, Thần Tông hoàng đế băng hà. Con trai là Thái tử Thiên Tộ kế vị, tức Lý Anh Tông. Cảm Thánh phu nhân được tôn làm Hoàng thái hậu, tôn hiệu là Hiến Chí hoàng thái hậu (憲至皇太后), ở cung Quảng Từ. Theo lệ như Linh Nhân thái hậu trước đây, buông rèm nhiếp chính.

## Cuối đời
Sau khi Thần Tông hoàng đế băng hà, phu nhân gào khóc theo đưa xe tang rồi nguyện ở lại trông coi lăng tẩm, giữ lòng không trễ biếng mà đạo đức của phu nhân vẫn rõ ràng; chẳng cần tu đạo Thượng thừa mà giáo hóa của phu nhân được hoàn bị. Phu nhân dung nhan đoan chính, tính tình kín đáo, mừng giận không lộ ra nét mặt; dùng người thì khiến họ vui mà ở lại, chẳng cần roi vọt bức bách.
Bấy giờ, phu nhân thường vào cung hầu chị mình đương là Hiến Chí hoàng thái hậu đang làm nhiếp chính. Thường ngày rằm, mồng một, phu nhân đều đến dự chầu. Anh Tông với phu nhân một lòng kính mến, chuyện trò rất mực ân cần, mà không điều gì lầm lỗi. Mỗi khi phu nhân dự tính việc gì đều yết kiến riêng đế và Hoàng thái hậu.
Anh Tông hoàng đế và Hoàng thái hậu khi rảnh rỗi thường xa giá đến chỗ bà để thăm, thấy nơi ở đơn giản nhưng nề nếp, bèn khen phẩm cách của bà và than rằng: "Đúng là bậc phu nhân thời thịnh trị ngày trước". Bia mộ chí ghi lại rằng:
| “                                    | Đối với tật riêng của từng người, phu nhân vẫn giữ được tấm lòng cung thuận, hợp lễ; cương vị sánh ngang với các bậc vương công mà nếp nhà vẫn một niềm cung kính. Thường vinh hiển thì không quên tiên tổ, cội nguồn nguyện được mở thắng duyên để đền đáp ơn quyến ngộ của tiên thánh. Lại mong khi từ giã cõi đời được gần gũi mẹ cha, ấy là hợp lễ vậy. Thế rồi chọn vùng xóm bãi giữa sông, được hương Tuế-phong là nơi đất đẹp: núi đồi thanh tú vây quanh; sông hồ biếc trong bao bọc. Lại được hướng nhìn sông dựa núi; nhờ thế rồng ấp hổ chầu. Được đặc ân thánh chỉ cấp thợ thuyền, cho gỗ ngói để xây dựng bảo sở. Công chạm vẽ vừa xong thì việc khói hương không dứt. Thật là ơn huệ cao cả của chúa thượng. | ” |
| — Phụng Thánh phu nhân Lê thị mộ chí | |   |

Năm 1171, tháng 9, phu nhân lâm bệnh nặng, Anh Tông hoàng đế chạy chữa mọi cách cũng không khỏi, sang ngày 18 tháng 9 bà qua đời ở độ 63 tuổi. Lý Anh Tông rất xót thương, nghỉ thiết triều, giảm bữa ăn để tỏ lòng, lại sắc ban lễ phúng gấp bội lệ thường, rồi sai làm lễ táng theo nghi thức của hoàng hậu tại núi Phác Sơn, phía Tây chùa Diên Linh Phúc Thánh.

## Bài thơ trên bia mộ
Sau khi Phụng Thánh phu nhân mất, Anh Tông sai quốc sử thuật đạo đức tốt đẹp của phu nhân ghi vào bia mộ.
Bài minh ghi rằng:
Long bàn hổ phục dậng tú khí,
Trung giang vãng vãng sản hào quý.
Phu nhân ý hạnh hiển đương thì,
Thần bà xước hợp vi dị.
Ngọc lâu đài cung thất á hậu,
Tâm đồng cầm sắt vô đố kỵ.
Cung xa yến giá phụng lăng tẩm,
Sử vô phong vũ nan đồ chí.
Nhật quá cao sơn khí yêm yêm,
Nhân gian thống tích sán nhiên lệ.
Tuế phong tân mộ lập trinh mân,
Truyền dân du cổ thiên vạn thế.
Dịch thơ:
Rồng cuộn hổ chầu mang tú khí,
Đất trên sông sinh người hào quý.
Phu nhân đức hạnh rạng đương thời,
Thần bá yểu điệu thật linh dị.
Lầu ngọc, gác vàng sánh chính cung,
Cầm sắt một lòng không đố kị.
Ở lại bên lăng phụng thờ vua,
Gió táp mưa sa, mộ không hủy.
Ác lặn sau non, khí thảm trầm,
Người đời xót thương chan chứa lụy.
Dựng bia mộ mới hương Tuế-phong,
Truyền lại tiếng thơm ngàn vạn kỷ.

## Phát triển nghề Hát xuân
Hát xuân là một nghệ thuật ca hát có từ đời Hùng Vương, ban đầu được hình thành từ các Mỵ nương ở tầng lớp trên của xã hội Văn Lang, sau dần phổ biến trong dân gian.
Theo lời truyền tụng của người dân làng An Thái (Phong Châu, Phú Thọ), có lần đi du xuân qua đất Phù Ninh, tình cờ, Phụng Thánh phu nhân thấy những người đang làm ruộng, đánh cá, hái củi và cả lũ trẻ mục đồng đang nô đùa, vừa chơi vừa hát. Nghe những điệu hát vừa lạ vừa hay bèn cho gọi mọi người lại hỏi chuyện về nguồn gốc của điệu hát và sai hầu cận ghi chép lại. Không chỉ có vậy, sau đó, phu nhân còn tổ chức cho sưu tầm các câu hát truyền miệng ghi vào sách vở, được tất cả gần 2.000 câu; tập hợp những người am hiểu trong các phường chia ra từng tiết mục rành mạch gồm có năm đoạn lề lối; 14 đoạn quả cách; chín giọng vặt là tạo sự bài bản cho nghệ thuật hát Xuân; cho phục dựng thành điệu hát lễ ở một số đình đền thờ vua Hùng, tạo điều kiện cho các phường hát đến những nơi này trình diễn. Chính Phụng Thánh phu nhân đã giúp cho môn nghệ thuật này được phổ biến rộng. Nhớ công ơn trong việc bảo tồn và phát triển hát Xuân, các phường hát đã kiêng tên bà nên gọi chệch đi là hát xoan.
Có thể nói, Phụng Thánh phu nhân là người mở đầu cho việc từng bước hoàn thiện hát Xoan, sau bà nhiều trí thức, Nho sĩ, quan lại mà nổi tiếng nhất là tiến sĩ Đỗ Nhuận (phó soái hội Tao Đàn đời Lê Thánh Tông), họ đã thu thập văn bản, sửa chữa câu từ, biến hát Xoan tuy phong phú về lời điệu nhưng còn mộc mạc, thô sơ chưa có nề nếp rõ ràng trở thành những câu hát, điệu múa thanh thoát, đẹp đẽ bóng bẩy hơn, có bài bản được cố định thành quy cách nghiêm ngặt, mặt du nhập thêm vào nội dung Xoan những chi tiết không phải của thời Hùng Vương.
Phu nhân lúc còn ở kinh đô, danh vọng và thế lực sánh với bậc đế vương, thường vinh hiển thì không quên tiên tổ, cội nguồn nguyện được mở thắng duyên để đền đáp ơn quyến ngộ của tiên thánh. Lại mong khi từ giã cõi đời được gần gũi mẹ cha. Cho nên vào năm 1145, sau 8 năm hương khói, chăm sóc lăng mộ Lý Thần Tông; bà xin về hương Tuế Phong là nơi đất đẹp có núi đồi thanh tú vây quanh, sông hồ xanh biếc bao bọc ở thế rồng ấp hổ chầu để chọn đất dựng chùa tu hành, vua Lý Anh Tông đã ra sắc chỉ đặc ân cấp cho nhân công, cho gỗ ngói để dựng chùa, đó chính là chùa Diên Linh Phúc Thánh.